# Si’an (köpinghuvudort i Kina, Jiangsu Sheng, lat 32,14, long 120,94)
Si'an är en köpinghuvudort i Kina. Den ligger i provinsen Jiangsu, i den östra delen av landet, omkring 200 kilometer öster om provinshuvudstaden Nanjing. Antalet invånare är 36 796. Befolkningen består av 19 492 kvinnor och 17 304 män. Barn under 15 år utgör 9,0 %, vuxna 15-64 år 69 %, och äldre över 65 år 20,0 %.
Runt Si'an är det tätbefolkat, med 709 invånare per kvadratkilometer. Närmaste större samhälle är Nantong, 13,3 km sydväst om Si'an. Trakten runt Si'an består till största delen av jordbruksmark.
Genomsnittlig årsnederbörd är 1 284 millimeter. Den regnigaste månaden är juli, med i genomsnitt 239 mm nederbörd, och den torraste är januari, med 34 mm nederbörd.